# Джованні Канестріні
Джованні Канестріні (італ. Giovanni Canestrini) (26 грудня 1835, Revò d'Anaunia - 14 лютого 1900, Падуя) - італійський натураліст і біолог. Поширював ідеї Дарвіна в Італії.
Навчався в Горіції і Мерані, продовжив навчання природничих наук в університеті Відня.З 1862 до 1869 роки читав лекції в університеті Модени, в 1869 році отримав посаду професора зоології та порівняльної анатомії в університеті Падуї. У 1862 році він заснував Società dei Naturalisti Modenesi (Моденське суспільство натуралістів), а в 1871 році - Società Veneto-Trentina di Scienze Naturali (Тренто-венеціанське суспільство природничих наук)
Канестріні зробив внесок у різні біологічні дисципліни, йому належать важливі дослідження в області акарології. Він захищав дарвінізм і перевів праці Дарвіна на італійську. Своєю популярністю в Італії дарвінізм в XIX столітті багато в чому зобов'язаний Канестріні. Вченому належить понад 200 наукових робіт, також він заснував бактеріологічну лабораторію в Падуї.

## Написані твори
- Origine dell'uomo. 1866 - Походження людини.
- Aracnidi italiani. 1868 - Італійські павукоподібні.
- Compendio di zoologia e anatomia comparata, 3 томи, 1869, 1870, 1871 - Компендіум зоології та порівняльної анатомії.
- Prime nozioni di antropologia. 1878 - Основи антропології.
- Apicoltura. 1880 - Бджільництво.
- La teoria di Darwin criticamente esposta. 1880 - Критичний виклад теорії Дарвіна.
- La teoria dell'evoluzione esposta nei suoi fondamenti. 1887 - Теорія еволюції викладена у своїх основах.
- Antropologia. 1888 - Антропологія.
- Prospetto Dell'Acarofauna Italiana, 8 томів, 1885–1899 - Програма Італійських кліщів.
- Sistema per la classe degli Acaroidei. 1891 - Система для класу кліщів.
- Batteriologia. 1896 - Бактеріологія.

### Переклади
- Книги Чарльза Дарвіна "Про походження видів", 1864
- "Вираження емоцій у людини і тварин", 1878
- "Інсектоїдні рослини", 1878

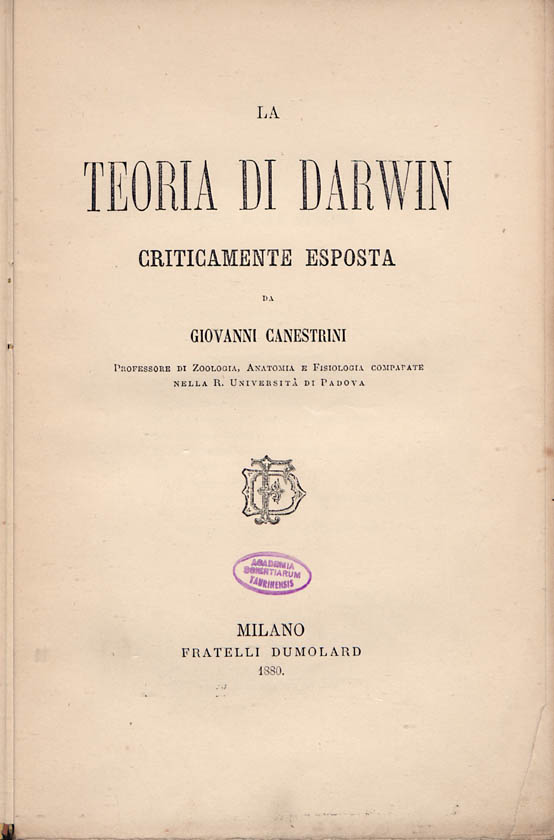
La teoria di Darwin, 1880

1. ↑  Bibliothèque nationale de France BNF: платформа відкритих даних — 2011.
2. ↑  CONOR.Sl
3. ↑  Baccetti B. Dizionario Biografico degli Italiani — 1975. — Vol. 18.